# Landtagswahlkreis Braunschweig-Nord
Der Wahlkreis 1 Braunschweig-Nord ist ein Landtagswahlkreis in Niedersachsen. Er umfasst die Stadtbezirke Hondelage, Innenstadt, Östliches Ringgebiet, Viewegsgarten-Bebelhof, Volkmarode und Wabe-Schunter-Beberbach der Stadt Braunschweig.
Der Wahlkreis wurde zur Landtagswahl in Niedersachsen 2008 neu gebildet. Bei der 2003 gültigen Wahlkreiseinteilung bestanden in Braunschweig die Wahlkreise Braunschweig-Nordost, Braunschweig-Südost, Braunschweig-Südwest und Braunschweig-Nordwest.

## Wahlkreisabgeordnete
| Wahl | Abgeordneter | Abgeordneter      | Partei | Stimmen in % |
| ---- | ------------ | ----------------- | ------ | ------------ |
| 2022 |              | Julia Retzlaff    | SPD    | 33,1         |
| 2017 |              | Christos Pantazis | SPD    | 41,8         |
| 2013 | 40,0         | Christos Pantazis | SPD    |              |
| 2008 |              | Hennig Brandes    | CDU    | 41,2         |

## Landtagswahl 2022
| Landtagswahl in Niedersachsen 2022 – WK Braunschweig-NordZweitstimmen %403020100 30,6 %27,5 %19,8 %5,9 %5,5 %3,7 %1,4 %1,4 %1,3 %1,3 %0,6 %1,0 % SPDGrüneCDUAfDFDPLinkeTierschutzVoltPARTEIBasisPiratenSonst.Gewinne und Verlusteim Vergleich zu 2017 %p 14 12 10 8 6 4 2 0 −2 −4 −6 −8−5,0 %p+12,9 %p−6,1 %p+1,2 %p−3,2 %p−3,3 %p+0,6 %p+1,4 %p−0,1 %p+1,3 %p+0,3 %p± 0,0 %pSPDGrüneCDUAfDFDPLinkeTierschutzVoltPARTEIBasisPiratenSonst. |

| Gegenstand der Nachweisung | Gegenstand der Nachweisung | Erst- stimmen | Erst- stimmen | Zweit- stimmen | Zweit- stimmen |
| Bewerber                   | Partei                     | Anzahl        | %             | Anzahl         | %              |
| -------------------------- | -------------------------- | ------------- | ------------- | -------------- | -------------- |
| Wahlberechtigte            | Wahlberechtigte            | 64.636        | 64.636        | 64.636         | 64.636         |
| Wähler                     | Wähler                     | 41.660        | 41.660        | 64,5 %         | 64,5 %         |
| Ungültige Stimmen          | Ungültige Stimmen          | 257           | 0,6           |                |                |
| Gültige Stimmen            | Gültige Stimmen            | 41.403        | 99,4          |                |                |
| davon                      |                            |               |               |                |                |
| Jan-Tobias Hackenberg      | CDU                        | 9.082         | 21,9          | 8.198          | 19,8           |
| Julia Retzlaff             | SPD                        | 13.698        | 33,1          | 12.694         | 30,6           |
| Swantje Schendel           | GRÜNE                      | 11.028        | 26,6          | 11.376         | 27,5           |
| Susanne Schütz             | FDP                        | 1.721         | 4,2           | 2.284          | 5,5            |
| Mirco Hanker               | AfD                        | 2.329         | 5,6           | 2.452          | 5,9            |
| Kris Rauch                 | DIE LINKE                  | 1.342         | 3,2           | 1.516          | 3,7            |
| Klaus Sauerland            | dieBasis                   | 621           | 1,5           | 528            | 1,3            |
|                            | FREIE WÄHLER               |               |               | 203            | 0,5            |
| Tim Liebing                | ÖDP                        | 194           | 0,5           |                |                |
| Felix Schaar               | Die Humanisten             | 157           | 0,4           | 139            | 0,3            |
|                            | Die PARTEI                 |               |               | 557            | 1,3            |
|                            | Gesundheitsforschung       | 86            | 0,2           |                |                |
|                            | Tierschutzpartei           | 586           | 1,4           |                |                |
| Dirk Nowak                 | PIRATEN                    | 396           | 1,0           | 244            | 0,6            |
| Kai Tegethoff              | Volt                       | 538           | 1,3           | 564            | 1,4            |
| Andreas Wolter             | Einzelbewerber             | 297           | 0,7           |                |                |

## Landtagswahl 2017
Zur Landtagswahl in Niedersachsen 2017 traten im Wahlkreis Braunschweig-Nord sechs Direktkandidaten an. Direkt gewählter Abgeordneter ist Christos Pantazis (SPD), der am 9. November 2021 sein Landtagsmandat niederlegte. Über die Landesliste zogen zusätzlich Susanne Schütz (FDP) und Stefan Wirtz (AfD) in den niedersächsischen Landtag ein.
| Partei                | Direktkandidat          | Erststimmen | Zweitstimmen |
| --------------------- | ----------------------- | ----------- | ------------ |
| CDU                   | Jan-Tobias Hackenberg   | 28,6        | 25,9         |
| SPD                   | Christos Pantazis       | 41,8        | 35,6         |
| Bündnis 90/Die Grünen | Gabriele Heinen-Kljajić | 13,0        | 14,6         |
| FDP                   | Susanne Schütz          | 6,1         | 8,7          |
| DIE LINKE             | Hannes Kirchhoff        | 6,0         | 7,0          |
| AfD                   | Stefan Wirtz            | 4,6         | 4,7          |
| BGE                   |                         |             | 0,2          |
| DM                    |                         |             | 0,1          |
| Freie Wähler          |                         |             | 0,3          |
| LKR                   |                         |             | 0,0          |
| ÖDP                   |                         |             | 0,2          |
| Die PARTEI            |                         |             | 1,4          |
| Tierschutzpartei      |                         |             | 0,8          |
| Piratenpartei         |                         |             | 0,3          |
| V-Partei³             |                         |             | 0,2          |

Die Wahlbeteiligung lag mit 68,2 % über dem Landesdurchschnitt dieser Wahl.

## Landtagswahl 2013
Zur Landtagswahl in Niedersachsen 2013 traten im Wahlkreis Braunschweig-Nord sechs Direktkandidaten an. Direkt gewählter Abgeordneter ist Christos Pantazis (SPD). Über die Landesliste zogen zusätzlich Gabriele Heinen-Kljajić (Bündnis 90/Die Grünen) und Almuth von Below-Neufeldt (FDP) in den niedersächsischen Landtag ein.
| Partei                | Direktkandidat            | Erststimmen | Zweitstimmen |
| --------------------- | ------------------------- | ----------- | ------------ |
| CDU                   | Claas Merfort             | 35,2        | 28,5         |
| SPD                   | Christos Pantazis         | 40,0        | 31,4         |
| FDP                   | Almuth von Below-Neufeldt | 2,3         | 8,6          |
| Bündnis 90/Die Grünen | Gabriele Heinen-Kljajić   | 16,4        | 21,9         |
| DIE LINKE             | Hanne Burmester           | 3,6         | 4,0          |
| Bündnis 21/RRP        |                           |             | 0,1          |
| Die Freiheit          |                           |             | 0,3          |
| Freie Wähler          |                           |             | 0,9          |
| NPD                   |                           |             | 0,6          |
| PBC                   |                           |             | 0,1          |
| Piratenpartei         | Harald Kibbat             | 2,4         | 3,5          |

Die Wahlbeteiligung lag mit 64,7 % über dem Landesdurchschnitt dieser Wahl.

## Landtagswahl 2008
Zur Landtagswahl in Niedersachsen 2008 traten im Wahlkreis Braunschweig-Nord fünf Direktkandidaten an. Direkt gewählter Abgeordneter ist Hennig Brandes (CDU).
| Partei                     | Direktkandidat            | Erststimmen | Zweitstimmen |
| -------------------------- | ------------------------- | ----------- | ------------ |
| CDU                        | Hennig Brandes            | 41,2        | 36,1         |
| SPD                        | Kirsten Kemper            | 34,4        | 29,2         |
| FDP                        | Almuth von Below-Neufeldt | 4,7         | 8,8          |
| Bündnis 90/Die Grünen      | Gabriele Heinen-Kljajić   | 11,6        | 14,0         |
| Die Linke                  | Gisela Ohnesorge          | 8,0         | 9,3          |
| Ab jetzt                   |                           |             | 0,2          |
| Demokratische Alternative  |                           |             |              |
| Die Friesen                |                           |             | 0,1          |
| Die Grauen                 |                           |             | 0,3          |
| Republikaner               |                           |             |              |
| Familien-Partei            |                           |             | 0,3          |
| Freie Wähler Niedersachsen |                           |             | 0,1          |
| Mensch Umwelt Tierschutz   |                           |             | 0,7          |
| NPD                        |                           |             | 0,9          |
| ödp                        |                           |             | 0,1          |
| PBC                        |                           |             | 0,1          |